# 포 윈즈 필드 앳 코벨레스키 스타디움
포 윈즈 필드 앳 코벨레스키 스타디움(Four Winds Field at Coveleski Stadium)은 미국 인디애나주 사우스벤드에 있는 야구장이다. 현재 마이너 리그 베이스볼 미드웨스트 리그에 소속된 싱글A팀 사우스벤드 컵스의 홈구장으로 사용되고 있다. 1987년에 개장했고, 2010년대 들어서 여러 차례 보수를 거치고 있다.
구장의 이름은 야구 명예의 전당 투수이며, 사우스벤드 시민이기도 했던 스탠 코벨레스키의 이름을 따온 것이다. 줄여서 간단히 더 코브(The Cove)라고 부르기도 한다.